# Dorsalaponeurose
Die Dorsalaponeurose der Finger ist eine Faszie, insbesondere eine Aponeurose, die handrückenseitig (dorsal) am Endglied des Fingers ansetzt, über das Mittelglied verläuft und auf Höhe des Grundgliedes hohlhandseitig (volar) hin einen Ansatz für die Musculi interossei und Musculi lumbricales bildet. Da der Ursprung handflächenseitig (palmar) der Gelenkachse der Fingergrundgelenke liegt, führt eine Kontraktion dieser Muskeln zu einer Beugung im Fingergrundgelenk. Aufgrund des weiteren Verlaufs in Richtung Fingerspitze auf dem Fingerrücken kommt es bei Anspannung der Dorsalaponeurose zu einer Streckung der Mittel- und Endgelenke der Finger.
Um eine Streckung im Fingergrundgelenk zu ermöglichen, setzt der Fingerstrecker (Musculus extensor digitorum), welcher vom Unterarm kommt, hier handrückenseitig der Gelenkachse an.
Eine Dorsalaponeurose mit prinzipiell gleichem Aufbau findet sich auch am Fußrücken.